# Pseudomyoleja flavicrus
Pseudomyoleja flavicrus är en tvåvingeart som beskrevs av Han och Amnon Freidberg 1994. Pseudomyoleja flavicrus ingår i släktet Pseudomyoleja och familjen borrflugor.
Artens utbredningsområde är Nigeria. Inga underarter finns listade i Catalogue of Life.